# تيد سيمونز
تيد سيمونز (بالإنجليزية: Ted Simmons)‏ هو لاعب كرة قاعدة أمريكي، ولد في 9 أغسطس 1949 في هايلاند بارك في الولايات المتحدة.

## وصلات خارجية
- تيد سيمونز على موقعبيزبول رفرنس.كوم (الدوري الرئيسي) (الإنجليزية)
- تيد سيمونز على موقعبيزبول رفرنس.كوم (الدوري الثانوي) (الإنجليزية)
- تيد سيمونز على موقع مشجعي الرسوم البيانية (الإنجليزية)
- تيد سيمونز على موقع قاعة مشاهير كرة القاعدة (الإنجليزية)